# Долинный (Ростовская область)
Доли́нный — посёлок в Милютинском районе Ростовской области.
Входит в состав Светочниковского сельского поселения.

## История
В 1987 году указом Президиума Верховного Совета РСФСР Посёлку второго отделения зерносовхоза «Светоч» присвоено наименование Долинный.

## Население
| 2010 |
| ---- |
| 8    |

## Улицы
- ул. Вишневая,
- ул. Заимка.